# ديلان كارلسون
ديلان كارلسون (بالإنجليزية: Dylan Carlson)‏ هو عازف قيثارة ومغني أمريكي، ولد في 12 مارس 1968 في سياتل في الولايات المتحدة.

## وصلات خارجية
- الموقع الرسمي
- ديلان كارلسون على موقع IMDb (الإنجليزية)
- ديلان كارلسون على موقع ميوزك برينز (الإنجليزية)
- ديلان كارلسون على موقع ديسكوغز (الإنجليزية)
- ديلان كارلسون على موقع قاعدة بيانات الفيلم (الإنجليزية)